# 21665 Frege
21665 Frege este un asteroid din centura principală de asteroizi.

## Descriere
21665 Frege este un asteroid din centura principală de asteroizi. A fost descoperit pe 5 septembrie 1999 la Prescott (Arizona) de Paul G. Comba. El prezintă o orbită caracterizată de o semiaxă mare de 2,27 ua, o excentricitate de 0,13 și o înclinație de 2,9° în raport cu ecliptica.